# Mont Pirigai
Le mont Pirigai (ピリガイ山, Pirigai-yama) est une montagne culminant à 1 167 m d'altitude dans les monts Hidaka en Hokkaidō au Japon.